# Psyllaephagus arytainae
Psyllaephagus arytainae är en stekelart som beskrevs av Prinsloo 1981. Psyllaephagus arytainae ingår i släktet Psyllaephagus och familjen sköldlussteklar. Inga underarter finns listade i Catalogue of Life.